# Садамадулла (Грама Ніладхарі)
Грама Ніладхарі Садамадулла (№ 142F) — Грама Ніладхарі підрозділу ОС Дехіаттакандія, округ Ампара, Східна провінція, Шрі-Ланка.

## Демографія
| Населення (2007) | Населення (2007) | Населення (2007) | Населення (2007) | Населення (2007) |
| Населення        | Чоловіки         | Жінки            | Діти             | Дорослі          |
| ---------------- | ---------------- | ---------------- | ---------------- | ---------------- |
| 3,374            | 1,704            | 1,67             | 1,147            | 2,227            |